# Within the Realm of a Dying Sun
Within the Realm of a Dying Sun (в переводе с англ. — «В царстве умирающего Солнца») — третий студийный альбом группы Dead Can Dance, выпущенный на британском лейбле 4AD в июле 1987 года.

## Об альбоме

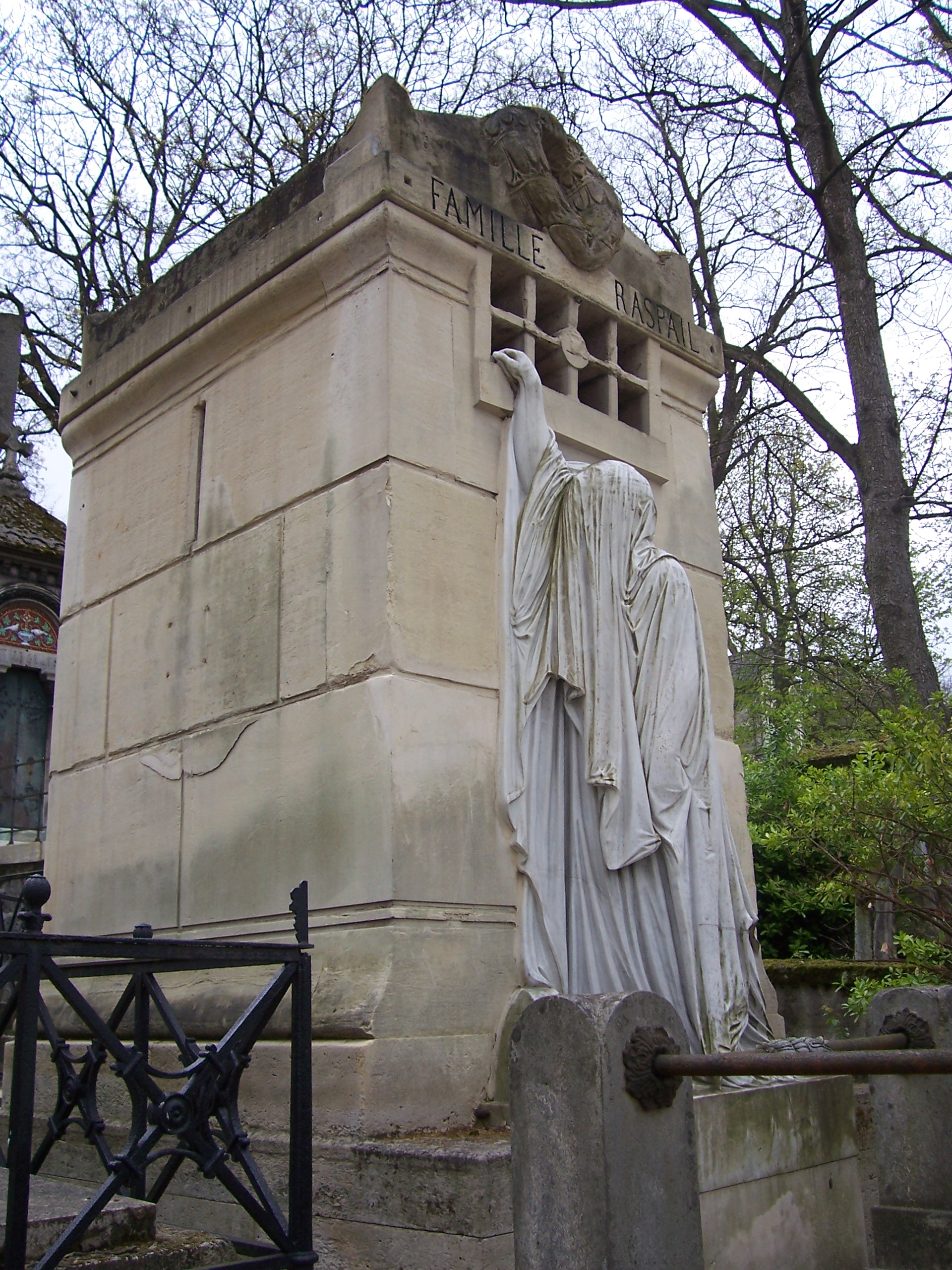
Надгробие на могиле Франсуа Венсана Распая в 2015 году.

По словам Брендана Перри, главным мотивом альбома стало восприятие смерти.
Фотография, использованная на обложке альбома, сделана в Париже на кладбище Пер-Лашез. Это изображение надгробия на могиле французского политика Франсуа Венсана Распая. В записи альбома были использованы скрипка, альт, гобой, виолончель.

## Список композиций
1. «Anywhere Out of the World» — 5:08
2. «Windfall» — 3:30
3. «In the Wake of Adversity» — 4:14
4. «Xavier» — 6:16
5. «Dawn of the Iconoclast» — 2:06
6. «Cantara» — 5:58
7. «Summoning of the Muse» — 4:55
8. «Persephone (the Gathering of Flowers)» — 6:36